# Ustani
Ustani is een kamp van Janjaweed en troepen van de staat Soedan in Gharb-Darfoer. Ustani ligt westen Serif Omra. In Ustani is een landingsplaats voor helikopters. Ustani was het eerste kamp van Janjaweed.